# Pistillus
Pistillus est un potier et coroplaste gallo-romain qui vécut et exerça à Augustodunum (Autun), durant la première moitié du IIIe siècle apr. J.-C.
Il est connu des archéologues par l'abondante production de figurines de terre cuite représentant des déesses, des animaux ou des scènes érotiques. Il fait partie de ces potiers dont le nom, gravé sur les moules, a traversé les siècles jusqu'à l'époque contemporaine.

## Le site d'Autun

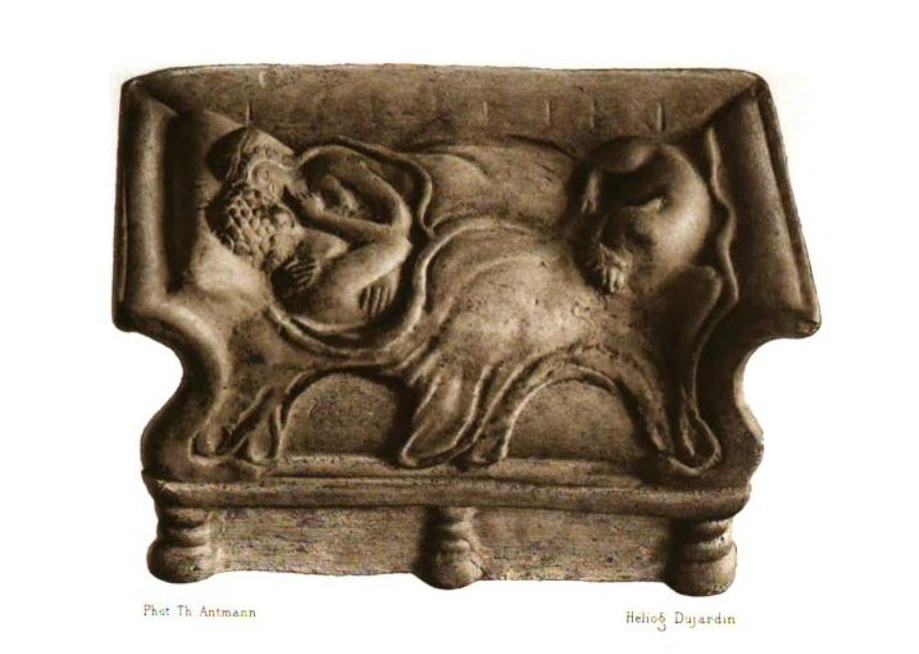
"Les amants de Bordeaux" est l'une des figurines les plus célèbres de Pistillus. Elle représente une scène intime dans laquelle un couple est allongé dans un lit couvert d'un drap. Un chien est représenté allongé sur le lit. Au dos est gravé "Pistillus fecit" (Pistillus a fait ceci)

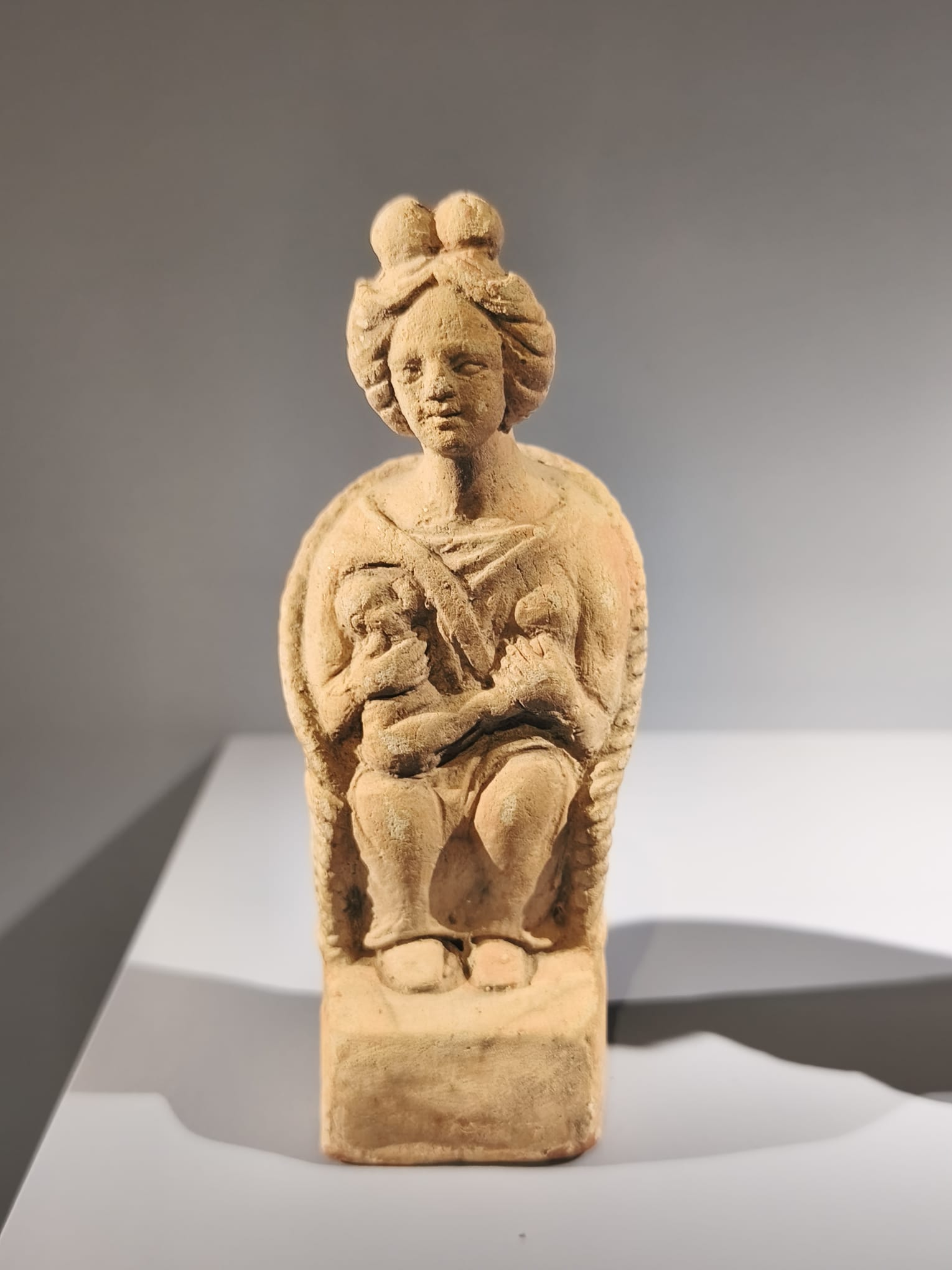
Représentation d'une déesse-mère signée par Pistillus

Mis au jour durant le premier semestre 2010 lors d'une campagne d'archéologie préventive menée par Stéphane Alix sur le site d'un chantier de construction d'Autun, l'atelier de Pistillus se compose d'une chambre de cuisson d'environ 1 m de diamètre couverte initialement d'un dôme.
Un deuxième atelier attribué à cet artisan a été mis au jour et fouillé en 2019 et 2020 dans le quartier artisanal du secteur suburbain de la Genetoye, à proximité du temple dit de "Janus".
Les figurines en terre cuite étaient moulées en deux parties puis assemblées à la barbotine. Parfois peintes, elles ne dépassaient pas en général une quinzaine de centimètres et étaient largement diffusées dans les couches populaires, en remplacement des couteuses figurines de bronze.
Dans son Histoire de la Gaule, Camille Jullian cite « l'Éduen Pistillus, qui passa maître dans le genre familial, remplissant toute la gaule de mères pouponnières, d'enfants au berceau, de lits domestiques, de chiens gardiens du foyer ».